# Steponas Darius

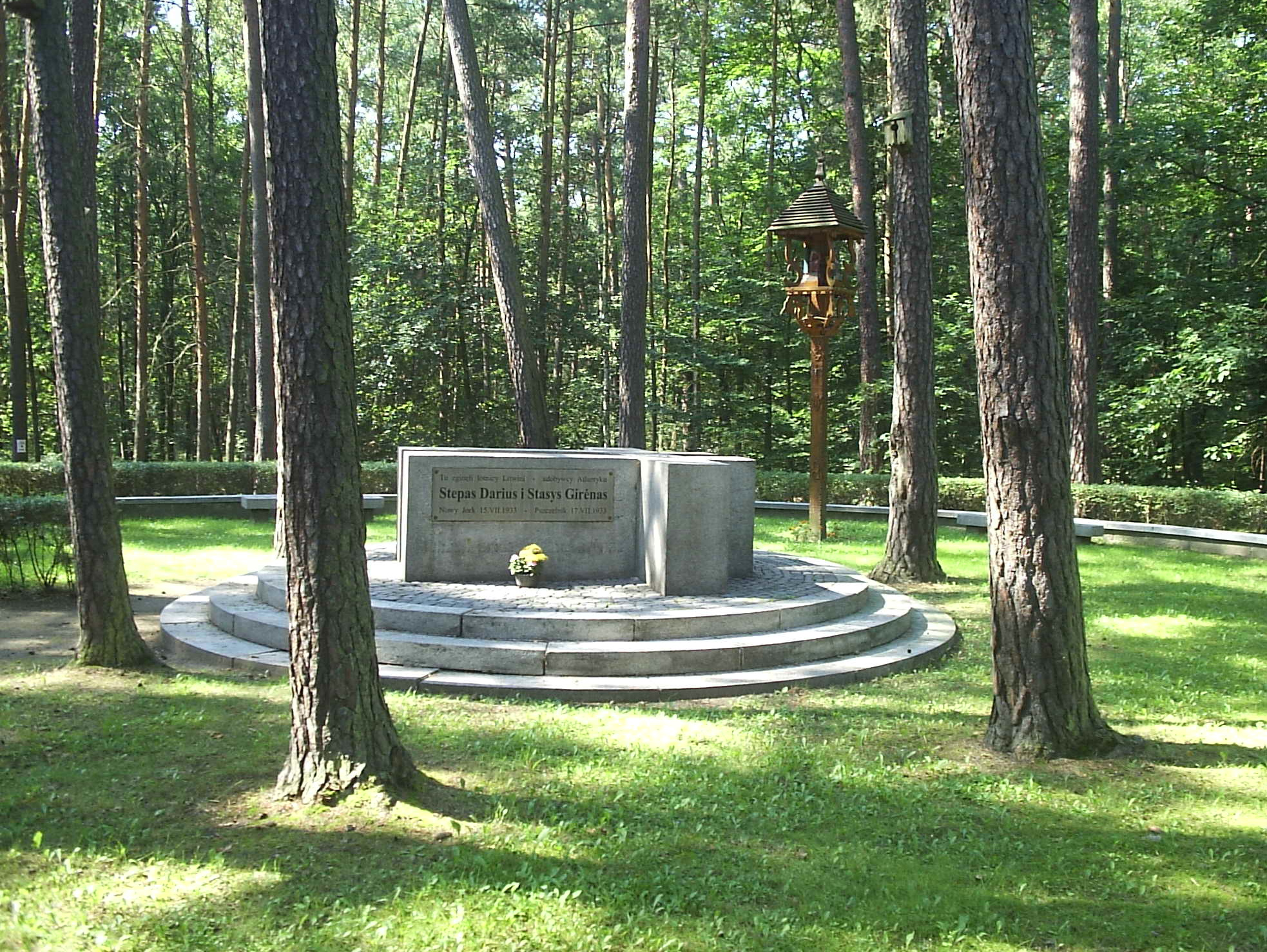
Pomnik w miejscu śmierci litewskich lotników - odsłonięty 17 lipca 1936 roku

Steponas Darius (właśc. Steponas Darašius, ur. 8 stycznia 1896 w Rubiszkach, zm. 17 lipca 1933) – litewski lotnik, który wraz ze Stasysem Girėnasem dokonał przelotu przez Atlantyk, zakończonego katastrofą samolotu koło Pszczelnika, na obecnym terytorium Polski.

## Życiorys
Urodził się we wsi Rubiszki ówcześnie w gub. kowieńskiej, pow. Rosienie. Obecnie wieś nosi nazwę Darius i leży w rejonie kłajpedzkim na Litwie. W roku 1907 wyemigrował z rodziną do USA, gdzie w 1917 skrócił swoje nazwisko z Darašius na prostsze Darius. Podczas I wojny światowej służył w armii amerykańskiej jako ochotnik - walczył w roku 1918 w składzie amerykańskiego korpusu we Francji jako telefonista w 149. pułku artylerii, za co został odznaczony m.in. medalem Purple Heart nadawanym za rany. W roku 1920 powrócił na Litwę i wstąpił do wojska litewskiego. W roku 1921 ukończył szkołę wojskową, a w 1923 wojskowy kurs pilotażu. Zajmował się też aktywnie sportem: lekką atletyką, boksem, piłką nożną, baseballem. Był rezerwowym zawodnikiem w piłce nożnej na igrzyskach olimpijskich w Paryżu. W roku 1927 wyjechał ponownie do USA, gdzie podjął pracę w lotnictwie cywilnym.
15 lipca 1933, wraz ze Stasysem Girėnasem, podjął próbę przelotu bez lądowania z Nowego Jorku w USA do Kowna na Litwie, na dystansie 7186 km, zakupionym w tym celu samolotem przystosowanym do dalekich przelotów Bellanca CH-300 Pacemaker. Samolot został nazwany przez lotników Lituanica. Po udanym przelocie nad północnym Atlantykiem, po 37 godzinach i 11 minutach lotu, samolot rozbił się 17 lipca o godzinie 0:36 w nocy w lesie w Niemczech (obecnie miejsce katastrofy znajduje się w Polsce, koło wsi Pszczelnik pod Myśliborzem). Przyczyną katastrofy były najprawdopodobniej złe warunki pogodowe, choć nie została ona w pełni wyjaśniona. Obaj lotnicy zginęli. Pokonali oni dystans 6411 km, będąc jedynie 775 km od celu.

## Upamiętnienie
Obaj lotnicy zostali po śmierci uznani na Litwie za bohaterów narodowych. Wieś, w której Steponas Darius się urodził, została przemianowana na Darius. Ich podobizny znajdują się na banknocie 10 litów i monecie kolekcjonerskiej o tym samym nominale. W roku 1993 ustanowiono litewskie odznaczenie Medal Dariusa i Girėnasa. Poczta litewska kilkakrotnie wydawała znaczki pocztowe poświęcane pamięci tych lotników. Obaj lotnicy są też patronami szkół w Puńsku i Myśliborzu, w tym drugim także ronda.